# Thuemenella
Thuemenella is een geslacht van schimmels dat behoort tot de familie Hypoxylaceae. De typesoort is Thuemenella javanica.

## Soorten
Volgens Index Fungorum telt het geslacht drie soorten (peildatum februari 2023):
| Soortnaam             | Auteur(s)                | Publicatiejaar |
| --------------------- | ------------------------ | -------------- |
| Thuemenella cubispora | (Ellis & Holw.) Boedijn  | 1964           |
| Thuemenella hirsuta   | (Ellis & Everh.) Boedijn | 1964           |
| Thuemenella javanica  | Penz. & Sacc.            | 1898           |